# Dalinbel
Dalinbel ist eine Sorte des Kulturapfels (malus domestica). Der Apfel entstammt einem Zuchtprogramm mit Vf-Schorfresistenz. Vermarktet wird er als sogenannte Clubsorte – das heißt, die Rechte liegen bei einer Baumschule und andere Anbauer müssen Lizenzgebühren bezahlen. Teilweise wird er unter dem Markennamen Antares in den Handel gebracht.
Dalinbel entstand aus einem gemeinsamen Zuchtprogramm der Baumschule Davodeau-Ligonnière und der INRA Angers. Der Sortenschutz besteht seit 2002.

## Beschreibung
Die Frucht ist mittelgroß und ähnelt in ihrem Erscheinungsbild der Muttersorte Elstar. Ihre Grundfarbe ist gelb. Die orangerote bis dunkelrote Deckfarbe nimmt je nach Wuchsbedingungen zwischen 60 % und 90 % des Apfels ein. Sie ist dabei kräftig ausgefärbt. Der Stielbereich kann berostet sein. Der Baum selbst wächst kompakt.
Geschmacklich sind die Früchte knackig und saftig und haben ein ausgeglichenes Verhältnis von Zucker und Säure. Allerdings hält der Apfel seinen Geschmack im Kühllager nicht, sondern baut diesen schnell ab.

## Anbau
Dalinbel hat ein zeitlich enges Erntefenster, das etwa eine Woche nach Elstar liegt. Der Ertrag ist reichlich, und der Apfel ist wenig anfällig für Alternanz.
Dalinbel ist stark anfällig gegen Mehltau. Gezüchtet ist er vor allem für den biologischen Anbau, da er aufgrund seiner natürlichen Resistenzen weniger Pestizide benötigt.

## Züchtung
Die Züchtungsinitiative Niederelbe kreuzte Dalinbel mit Topaz, woraus die Clubsorte Deichperle entstand.